# آربوا
آربوا (به فرانسوی: Arbois) یک کمون در فرانسه است که در ژورا واقع شده‌است. آربوا ۴۵٫۴۲ کیلومتر مربع مساحت دارد ۲۹۳ متر بالاتر از سطح دریا واقع شده‌است.